# Епархия Пинанга
 Епархия Пинанга (лат. Dioecesis Pinangensis) — епархия Римско-католической церкви с кафедрой в городе Джорджтаун, Малайзия. Епархия Пинанга входит в митрополию Куала-Лумпура. Юрисдикция епархии распространяется на штаты Кедах, Келантан, Пенанг, Перак и Перлис. Кафедральный собор — церковь Святого Духа в Джорджтауне.

## История
Епархия Пинанга образована 25 февраля 1955 года буллой Malacensis archidioecesis Папы Римского Пия XII путём её выделения из архиепархии Малакки (сейчас — архиепархия Сингапура).

## Ординарии епархии
- епископ Francis Chan (25 февраля 1955 – 20 декабря 1967);
- епископ Gregory Yong Sooi Ngean (9 апреля 1968  – 3 февраля 1977) – назначен архиепископом Сингапура;
- епископ Антоний Сотер Фернандес (29 сентября 1977 – 2 июля 1983) – назначен архиепископом Куала-Лумпура;
- епископ Anthony Selvanayagam (2 июля 1983 – 7 июля 2012);
- кардинал Себастьян Фрэнсис (7 июля 2012 – по настоящее время).

## Источник
- Annuario Pontificio, Libreria Editrice Vaticana, Città del Vaticano, 2003, ISBN 88-209-7422-3
- Булла Malacensis archidioecesis, AAS 47 (1955), стр. 433  (лат.)